# Lijst van Antwerpenaars (stad)
Deze lijst van Antwerpenaars betreft bekende personen die in de Belgische stad Antwerpen zijn geboren, wonen of iets speciaals met de stad te maken hebben.

## 15e eeuw
- Jacob van Liesvelt (1490 - 1545), boekdrukker
- Anna Bijns (1493 - 1575), dichteres en lerares

- Joachim Sterck van Ringelbergh (1499 - circa 1531), encyclopedist, humanist en pedagoog
- Cornelis Crul (ca. 1500 – 1550), dichter

## 16e eeuw
- Anna Janssens (begin 16e eeuw - 1581), handelaarster, brouwer, investeerder in de haven en grootgrondbezitter
- Jan Massijs (1509 - 1573), kunstschilder
- Tielman Susato (1510/1515 - 1570), Renaissancecomponist
- Frans Floris (1519/1520 - 1570), kunstschilder
- Christoffel Plantijn (1520 - 1589), boekdrukker en uitgever
- Abraham Ortelius (1527 - 1598), geograaf en cartograaf
- Jacobus Boonen (1573 - 1655), bisschop van Gent en daarna Mechelen
- Bernardus Bauhusius (1576 - 1619), schrijver, componist en jezuïet
- Catharina van Hemessen (ca.1528 - na 1567), kunstschilder
- Joachim Beuckelaer, (ca. 1530 - ca.1573), kunstschilder
- Frédéric Perrenot de Granvelle (1536 - 1602), gouverneur van Antwerpen
- Gillis Coignet (ca. 1542 - 1599), kunstschilder
- Quinten Massijs (II) (1543 - 1589), kunstschilder
- Jan Moretus (1543 - 1610), drukker
- Bartholomeus Spranger (1546 - 1611), kunstschilder
- Hendrik van Halmale I (1549 - 1614), jurist en burgemeester van Antwerpen
- Balthazar de Moucheron (1552 - ± 1630), een van de grondleggers van de Vereenigde Oostindische Compagnie
- Felix van Sambix (1553 - 1642), onderwijzer en meesterschrijver
- Joos de Momper (1564 - 1635), kunstschilder
- Joris van Spilbergen (1568-1620), Nederlands zeevaarder

- Ambrosius Bosschaert de Oude (1573 - 1621), kunstschilder
- Sebastiaen Vrancx (1573 - 1647), kunstschilder
- Robert van Asseliers (1576 - 1661), kanselier van Brabant
- Peter Paul Rubens (1577 - 1640), kunstschilder
- Osias Beert (1580 - 1624), kunstschilder
- Johannes de Laet (1581-1649), geograaf; bewindvoerder van de West-Indische Compagnie
- Frans Hals (ca. 1583 - 1666), kunstschilder
- Casparus Barlaeus (1584 - 1648), predikant, schrijver en dichter
- Gaspar de Crayer (1584 - 1669), kunstschilder
- Jacob le Maire (ca. 1585 - 1616), ontdekkingsreiziger
- Alexander Adriaenssen (1587 - 1661), kunstschilder
- Pieter Brueghel III (1589 - 1640), kunstschilder[1]
- Wilhelmus Bolognino (1590 - 1669), publicist
- Cesare Alessandro Scaglia (1592 - 1641), abt-ambassadeur
- Jacob Jordaens (1593 - 1678), kunstschilder
- Clara Peeters (1594 - ca.1657), kunstschilderes
- Jan Karel della Faille (1597 - 1652), wiskundige en jezuïet
- Anthony van Dyck (1599 - 1641), kunstschilder
- Rudolf Stockmann (-1622), beeldhouwer
- Jacobus Lassonius (eind 16e - begin 17e eeuw), classicus
- Bernaert Stockmans (eind 16e - begin 17e eeuw), onderwijzer zowel in Antwerpen als in Dordrecht

## 17e eeuw
- Jan Brueghel de Jonge (1601 - 1678), kunstschilder
- Gaspar Jongelincx (1605 - 1669), cisterciënzer abt en keizerlijk historiograaf
- Artus Quellinus de Oude (1609 - 1668), beeldhouwer
- François de Licht (1617 - 1650), Neolatijns humorist
- Jean-Baptist Bonnecroy (1618 - 1676), kunstschilder
- Philippe Vleughels (1619 - 1694), kunstschilder
- Hendrik van Halmale (1624 - 1676), bisschop van Ieper
- Johanna Vergouwen (1630 - 1714), kunstschilderes
- Cornelis Norbertus Gysbrechts (of Gijsbrechts) (ca. 1630 - ca. 1684)

- Jan Erasmus Quellinus (1634 - 1715), kunstschilder
- Jeronimus Xavery (1639 - 1724), beeldhouwer
- Jan van Brouchoven (1644 - 1725), politicus
- Pieter Xavery (1646 - 1673), beeldhouwer
- Godfried Maes (1649 - 1700), kunstschilder
- Hendrik Frans Verbruggen (1654, 1655 of 1665 - 1724), kunstschilder
- Albert Xavery (1664 - ca. 1728), beeldhouwer
- Willem Ignatius Kerrickx (1682 - 1745), kunstschilder

## 18e eeuw
- Gerardus Josephus Xavery (1700 - na 1752), kunstschilder, etser
- Govaart Geeraard van Eersel (1713 - 1778), bisschop van Gent
- Jan Baptiste Lauwers (1755 - 1829), bibliofiel en stadsbibliothecaris
- Ferdinand du Bois (1767 - 1848), politicus
- Pierre-Joseph Maisonnet (1783-1823), kunstschilder
- Frans Verdussen (1783 - 1850), politicus
- Joseph de Baillet (1787 - 1861), politicus
- François Ullens (1788 - 1853), politicus
- Jean Osy (1792 - 1866), politicus
- Jean Baptiste Smits (1792 - 1857), politicus en bestuurder

- Edouard Cogels (1793 - 1868), politicus en bankier
- Gérard Le Grelle (1793 - 1871), politicus
- Constantin van Havre (1794 - 1855), politicus
- Jean Michiels (1797 - 1868), politicus, reder en handelaar
- Hyacinthe de Baillet (1798 - 1861), politicus
- Louis Gillès de Pelichy (1798 - 1876), politicus en bestuurder
- Jean Loos (1799 - 1871), politicus en bestuurder
- Laurent Veydt (1800 - 1877), politicus, advocaat en bestuurder

## 19e eeuw

### 1801 - 1850
- Gustaaf Wappers (1803-1874), kunstschilder
- Constantin Joostens (1804 - 1870), politicus, reder en bankier
- Jacob Kats (1804 - 1886), auteur en toneelregisseur
- Jean Félix Van den Bergh (1807 - 1885), politicus en ondernemer
- Alphonse della Faille de Leverghem (1809 - 1879), politicus
- Désiré Vervoort (1810 - 1886), politicus en advocaat
- Hendrik Conscience (1812 - 1883), auteur
- Louis Florent Gillet (1813-1892), redemptorist[2]
- John Cogels (1814 - 1885), politicus en grootgrondbezitter
- Eugène van Delft (1814 - 1877), politicus
- Louis Van den Kerckhove (1814-1883), beeldhouwer
- Jan de Laet (1815 - 1891), politicus, dichter en auteur
- Hendrik Leys (1815 - 1869), politicus, schilder en graficus
- Jean Van den Kerckhove (1815-1885), beeldhouwer
- Joseph van Lil (1826 - 1906), portret- en genreschilder
- Egide Mélot (1816 - 1885), beeldhouwer
- Edward Dujardin (1817 - 1889), kunstschilder
- Aloys Geefs (1817 - 1841), beeldhouwer
- Gustave van Havre (1817 - 1892), politicus
- Adriaan De Braekeleer (1818 - 1904), kunstschilder
- Jean-Baptiste Everaerts (1818 - 1904), politicus
- Jan-Baptist van Ryswyck (1818 - 1869), politicus
- François Dhanis (1819 - 1881), politicus
- Jan Van Beers (1821 - 1888), auteur en dichter
- Léopold de Wael (1823 - 1892), politicus
- Ferdinand Le Grelle (1823 - 1895), politicus
- Karel Verlat (1824 - 1890), kunstschilder
- Adolphe du Bois d'Aische (1825 - 1868), politicus
- Jacob Heremans (1825 - 1884), politicus en hoogleraar
- Auguste Van den Kerckhove (1825-1895), beeldhouwer
- Hippolyte de Boe (1826 - 1869), politicus
- Karel De Plyn (1827 - 1911), beeldhouwer
- Eugène De Plyn (1827-1898), beeldhouwer
- Théodore Geefs (1827 - 1867), beeldhouwer
- Louis Gerrits (1827 - 1873), politicus
- Jacques Van den Bemden (1828 - 1900), politicus
- Frans Lamorinière (1828 - 1911), kunstschilder
- Athanase de Meester (1829 - 1884), politicus

- Alexandre Geefs (1829 - 1866), beeldhouwer en medailleur
- Charles Geefs (1829 - 1911), beeldhouwer en kunstschilder
- Edouard Van der Heyden (1829 - 1883), leraar en apotheker
- Charles-François d'Hane de Steenhuyse (1830 - 1888), politicus
- Eugène Meeus (1830 - 1910), politicus
- Emile De Gottal (1831 - 1909), politicus
- Jean-Baptiste De Winter (1831 - 1913), politicus
- Alfred Guyot (1831 - 1905), politicus
- Clara Bisschofsheim (1833 - 1899), zakenbankier en filantrope
- Constantin Biart (1834 - 1888), politicus
- Louis Van den Broeck (1834 - 1919), politicus
- Edward Coremans (1835 - 1910), politicus
- Eugène de Decker (1837 - 1906), politicus
- Frans Jozef Peter van den Branden (1837 - 1922), auteur
- Edouard Biart (1838 - 1914), politicus
- Victor Jacobs (1838 - 1891), politicus
- Gaston de Pret Roose de Calesberg (1839 - 1918), politicus
- Louis Le Clef (1840 - 1917), politicus
- Godefroid Van den Kerckhove (1841-1913), beeldhouwer
- Nicolaas Cupérus (1842 - 1928), politicus
- Charles della Faille de Leverghem (1842 - 1902), politicus
- Julien Koch (1842 - 1921), politicus
- Arthur Van Den Nest (1843 - 1913), politicus
- Léonie Mols (1843 - 1918), kunstverzamelaarster en mecenas
- Louis Straus (1844 - 1926), politicus
- Jean Van Put (1844 - 1896), politicus
- Joseph Willems (1845 - 1910), beeldhouwer
- Adolphe Verspreeuwen (1846 - 1908), politicus
- Gustave Royers (1848 - 1923), politicus
- Jean-Jacques Winders (1849 - 1936), architect
- Jules Bilmeyer (1850 - 1920), architect
- Frédégand Cogels (1850 - 1932), politicus
- Oscar Van der Molen (1850 - 1926), politicus

### 1851 - 1900
- Jan Blockx (1851 - 1912), componist
- Alfred de Vinck de Winnezeele (1852 - 1914), politicus
- Georges Tonnelier (1853 - 1909), politicus
- Jan Van Rijswijck (1853 - 1906), politicus
- Georges Eekhoud (1854 - 1927), auteur
- Eugène Geefs (1854 - 1933), architect
- Charles Ullens de Schooten (1854 - 1908), politicus
- Georges Geefs (1855 - 1933), beeldhouwer en kunstschilder
- Maurits Josson (1855 - 1926), advocaat, hoogleraar en Vlaams activist
- Flor Peeters (1855 - 1932), Vlaams activist
- Paul Vekemans (1855 - 1935), politicus
- Jacques Verheyen (1855 - 1911), politicus
- Gerard Portielje (1856 - 1929), kunstschilder
- Alphonse Ryckmans (1857 - 1931), politicus
- Florimond Heuvelmans (1858 - 1943), politicus
- Eugène Van de Walle (1858 - 1916), politicus
- Armand Timmermans (1860 - 1939), componist en muziekcriticus
- Louis Crauwels (1860 - 1934), bankier en bestuurder
- Jozef De Keersmaecker (1860 - 1931), arts en Vlaams activist
- Leon Van Peborgh (1860 - 1921), politicus
- Alfred Cools (1861 - 1932), politicus
- Edward Portielje (1861 - 1949), kunstschilder
- Max Elskamp (1862 - 1931), auteur
- Antoon Moortgat (1862 - 1927), journalist, schrijver, redacteur en Vlaams activist
- Henry van de Velde (1863 - 1957), architect
- Modeste Terwagne (1864 - 1945), politicus
- Gustave Van den Broeck (1865 - 1944), politicus
- Emmanuel de Meester (1866 - 1943), politicus
- Frédéric Spyers (1866 - 1941), politicus
- Adelfons Henderickx (1867 - 1949), politicus
- Louis Franck (1868 - 1937), politicus
- Lodewijk Mortelmans (1868 - 1952), componist en musicus
- Lieven Gevaert, (1868 - 1935), industrieel
- Anna Kernkamp, (1868 - 1947), kunstschilderes
- Léon Dens (1869 - 1940), politicus
- Honoré Ruyssen (1869 - 1957), apotheker, fotograaf en beeldhouwer
- Leo Augusteyns (1870 - 1945), politicus
- Paul Segers (1870 - 1946), politicus
- Karel Weyler (1870 - 1935), politicus
- Camille Huysmans (1871 - 1968), politicus
- Jean Longville (1872 - 1947), politicus
- Hubert Melis (1872 - 1949), ambtenaar, schrijver en Vlaams activist
- Pierre Van Berckelaer (1872 - 1936), politicus
- Frans Wittemans (1872 - 1963), politicus
- Karel Angermille (1873 - 1938), auteur, journalist en politicus
- Joseph De Hasque (1873 - 1942), politicus
- Albert Le Jeune (1873 - 1940), politicus
- Marten Rudelsheim (1873 - 1920), Vlaams activist
- Georges Holvoet (1874 - 1967), politicus
- André Baillon (1875 - 1932), auteur
- Jan-Baptist Samyn (1875 - 1953), politicus
- Henri Van Eyken (1875 - 1949), politicus
- Edward Joris (1876 - 1957), anarchist
- Joseph Verlinden (1876 - 1927), politicus
- Emmanuel Temmerman (1877 - 1951), politicus
- Paul Baelde (1878 - 1953), politicus
- Augustin De Bruyne (1879 - 1969), politicus
- Edmond Bernaerts (1879 - 1944), politicus
- Arthur Hendrik Cornette (1880 - 1945), auteur

- Emile Dewitt (1880 - 1934), politicus
- Leo Frenssen (1880 - 1946), politicus
- François Nellens (1880 - 1934), politicus
- Frans Van Cauwelaert (1880 - 1961), politicus
- George Roose (1881 - 1948), journalist, Vlaams activist en collaborateur
- Willem Elsschot (1882 - 1960), auteur
- Maria Baers (1883 - 1959), maatschappelijk werkster, bestuurster, politica, feministe
- Willem Eekelers (1883 - 1954), politicus
- Robert Godding (1883 - 1953), politicus
- Jan Olieslagers (1883 - 1942), luchtvaartpionier
- Hendrik Picard (1883 - 1946), politicus
- Karel Verbist (1883 - 1909), baanwielrenner
- Magda Janssens (1884 - 1973), actrice
- Antoon Picard (1884 - 1949), arts, hoogleraar en Vlaams activist
- Louis Joris (1884 - 1962), politicus
- Richard Kreglinger (1885 - 1928), politicus
- Édouard Pecher (1885 - 1926), politicus
- Jean Speth (1885 - 1961), politicus
- Jozef Van Santvoort (1885 - 1962), politicus
- Arthur Janssen (1886 - 1979), kanunnik en hoogleraar
- Tony Van Os (1886 - 1945), kunstschilder
- Florent Mielants Sr. (1887 - 1944), pedagoog
- Raphaël Maudoux (1887 - 1942), auteur en politicus
- Joris Baers (1888 - 1975), priester en bibliothecaris
- Max Oboussier (1888 - 1935), Vlaams activist
- Leo Picard (1888 - 1981), journalist, redacteur en Vlaams activist
- Margriet Baers (1889 - 1922), feministe
- Joseph Clynmans (1889 - 1966), politicus
- Eugeen Gilliams, (1889 - 1981), schrijver
- Herman Vos (1889 - 1952), politicus
- Marcelle Werbrouck (1889 - 1959), egyptologe
- Werner Koelman (1890 - 1974), politicus
- John Langenus (1891 - 1952), voetbalscheidsrechter
- Werner Ackermann (1892 - 1982), Duits schrijver, tegenstander van het nazisme
- Jenny Gilliams (1892 - 1927), Nederlands zangeres en actrice
- Luc Hertoghe (1893 - 1969), politicus
- Maria Van Sina (1893 - 1977), politica
- Dirk Vansina (1894 - 1967), schrijver en kunstschilder
- René Goris (1895) activist
- Jozef Jespers (1895 - 1967), politicus
- Achilles Reintjens (1895 - 1977), politicus
- Anton van de Velde (1895 - 1983), toneelschrijver
- Robert van Genechten (1895 - 1945), jurist, econoom, bestuurder
- Alice Nahon (1896 - 1933), dichteres
- Paul van Ostaijen (1896 - 1928), auteur
- Fernand Collin (1897 - 1990), ondernemer, professor en bankier
- Lode Craeybeckx (1897 - 1976), politicus
- Leo Delwaide (1897 - 1978), politicus
- Franciscus Longville (1897 - 1979), politicus
- René Victor (1897 - 1984), politicus
- Justin Houben (1898 - 1958), politicus
- Victor Brunclair (1899 - 1944), dichter en Vlaams activist
- Marnix Gijsen (1899 - 1984), auteur
- Josine Souweine (1899 - 1983), beeldhouwer
- Willy Koninckx (1900 - 1954), politicus
- Guillaume Lagrange (1900 - 1973), politicus
- Albert Lilar (1900 - 1976), politicus
- Paul-Willem Segers (1900 - 1983), politicus

## 20e eeuw

### 1901 - 1925
- Henricus Ballet (1901 - 1974), politicus
- Eugeen Donse (1901 - 1995), politicus
- Willem Janssens (1901 - 1978), politicus
- Michel Seuphor (1901 - 1999), kunstcriticus, auteur, schilder
- Max Temmerman (1901 - 1942), verzetsheld
- Jan Timmermans (1901 - 1962), politicus
- Lode Zielens (1901 - 1944), auteur
- Hugo Van Kuyck (1902 - 1975), architect en militair
- Omer Becu (1902 - 1982), politicus
- Emiel Roelants (1902 - 1949), politicus
- Karel Cuypers (1902 - 1986), sterrenkundige
- Eugénie Boeye (1903 - 1983), dichteres en schrijfster
- Fred Zinner (1903 - 1994), atleet
- André Vaes (1904 - 1975), politicus
- Charles Vanden Bulck (1904-1962), administratief directeur Manhattanproject
- George van Lidth de Jeude (1904 - 1988), politicus
- Max Wildiers (1904 - 1996), filosoof en theoloog
- André Cluytens, (1905 - 1967), dirigent
- Roger Dekeyzer (1906 - 1992), politicus
- Albert Maes (1906 - 1986), acteur en variété-artiest
- Greta Lens (1907 - 1997), actrice
- Robert Vandeputte (1908 - 1997), politicus
- Hélène Van Herck (1908 - 1993), actrice
- Jan Verhaert (1908 - 1999), atleet
- Frans Detiège (1909 - 1980), politicus
- Georges Loos (1909 - 1988), politicus
- Renaat Verbruggen (1909 - 1981), operazanger
- Georgette Rejewski (1910 - 2014), actrice
- François-Xavier van der Straten-Waillet (1910-1998), politicus
- André Castelot (1911 - 2004), auteur en historicus[3]
- Jan Chapelle (1911 - 1984), atleet
- Jacques de Duve (1911 - 1978), verzetsstrijder in de Tweede Wereldoorlog
- Leo Michielsen (1911 - 1997), geschiedkundige, politicus en hoogleraar
- Louis Rombaut (1911 - 1986), politicus
- Mieke Verstraete (1911 - 1990), Belgisch-Nederlands actrice
- Antoinette Feuerwerker (1912 - 2003), politica
- Antoon Fimmers (1912 - 1974), politicus
- Mathilde Schroyens (1912 - 1996), politicus
- Eugene Deckers (1913 - 1977), acteur
- Willy Vandersteen (1913 - 1990), striptekenaar

- Jaak Nutkewitz (1914 - 1983), politicus
- Edward Schillebeeckx (1914 - 2009), theoloog
- Frans Van den Branden (1914 - 2003), politicus
- Albert Verlackt (1914 - 1958), politicus
- Arthur Gilson (1915 - 2004), politicus
- Luc Philips (1915 - 2002), acteur en regisseur
- Bert Van Boghout (1916 - 2003), politicus, redacteur en collaborateur
- Herwig Hensen (1917 - 1989), auteur en dichter
- Jan Van den Eynden (1918 - 1996), politicus
- Herman Wagemans (1918 - 2006), politicus
- John Lundström (1919 - 1990), zanger, violist
- Martha Dewachter (1919 - 2016), actrice
- Jeanne Brabants (1920 - 2014), danseres, choreografe en pedagoge
- Hubert Lampo (1920 - 2006), auteur
- Karel Poma (1920 - 2014), politicus
- Frans Van Peteghem (1920 - 1997), atleet
- Roger De Pauw (1921 - 2020), wielrenner
- Guido Haazen (1921 – 2004), dirigent, fotograaf en keramist
- Vaast Leysen (1921 - 2016), ondernemer, bankier en hoogleraar
- Marjet Van Puymbroeck (1921 - 2018), politica
- Tijl Declercq (1922 - 2003), politicus
- Frans Grootjans (1922 - 1999), politicus
- Walter Roland (1922 - 2024), schrijver
- Guy Thys (1922 - 2003), voetbaltrainer
- Paul Akkermans (1923 - 2007), politicus en bestuurder
- Paul Byttebier (1923 - 2016), politicus, arts
- Nand Buyl (1923 - 2009), acteur en regisseur
- Cécile Goor-Eyben (1923 - 2024), politica
- Rika De Backer (1923 - 2002), politica
- Jacques Sternberg (1923 - 2006), schrijver[4]
- Charles Deckers (1924 - 1994), martelaar en zalige
- Eugène Van Dyck (1924 - 2004), bestuurder
- Ward De Ravet (1924 - 2013), acteur
- Irina van Goeree (1924 - 2020), auteur en psychologe
- Leo Apostel (1925 - 1995), filosoof
- Roger Asselberghs (1925 - 2013), jazzsaxofonist en - klarinettist
- Bob De Moor (1925 - 1992), striptekenaar
- Karel Dillen (1925 - 2007), politicus
- Herman Kunnen (1925 - 2001), atleet
- Paula Marckx (1925 - 2020), model, journaliste en pilote
- Robert Schoonjans (1925 - 2011), atleet
- Oscar Soetewey (1925 - 1988), atleet
- Paul Van Hoeydonck (1925 - 2025), beeldend kunstenaar

### 1926 - 1950
- Gaston Berghmans (1926 - 2016), acteur en komiek
- Alfred Blondel (1926 - 2023), beeldhouwer
- Raymond Derine (1926 - 1987), politicus
- Luc Van Gastel (1926 - 2023), journalist en redacteur
- Joseph Desimpel (1927 - 2017), kunstschilder
- Jozef Fuyen (1927 - 2023), architect
- Jan Mangelschots (1927 - 2016), politicus
- Victor Mees (1927 - 2012), voetballer
- Hugo Schiltz (1927 - 2006), politicus
- Roger Simons (1927 - 2020), televisiejournalist
- Dora van der Groen (1927 - 2015), actrice en toneelregisseuse
- Louis Van Geyt (1927 - 2016), politicus
- Henri Garcin (1928 - 2022), Nederlands acteur
- Wim Geldolf (1928 - 2016), politicus
- Louis Marischal (1928 - 1999), componist, dirigent, arrangeur en violist
- Bob Mendes (1928 - 2021), auteur
- Bob Van Der Veken (1928 - 2019), acteur
- Jos Van Elewyck (1928 - 2025), politicus
- Alex Wilequet (1928 - 2025), acteur
- Jef Cassiers (1929 - 1987), acteur en regisseur
- Jacques Claes (1929 - 2022), psycholoog en hoogleraar
- Ludo Dierickx (1929 - 2009), politicus
- Ulu Grosbard (1929 - 2012), regisseur
- Olga Lefeber (1929 - 2010), politica
- Maurice Mewis (1929 - 2017), worstelaar
- Hugo Raes (1929 - 2013), schrijver en dichter
- Jef Reynders (1929 - 2024), zwemmer
- Jan Vansina (1929 - 2017), historicus en antropoloog
- Lode Wils (1929 - 2024), historicus en hoogleraar
- Ruth Brouwer (1930 - 2020), Nederlands beeldhouwer, medailleur en tekenaar
- Rik Coppens (1930 - 2015), voetballer
- Jacqueline Fontyn (1930), componiste en muziekpedagoog
- Jef Geeraerts (1930 - 2015), auteur
- Françoise Mallet-Joris (1930 - 2016), auteur
- Frank Swaelen (1930 - 2007), politicus
- Julien Weverbergh (1930 - 2023), uitgever en schrijver
- Marcel Lambrechts (1931), atleet
- Jef Mewis (1931 - 2025), worstelaar
- Dirk Stoclet (1931 - 2003), atleet
- Achiel Smets (1931 - 2005), politicus
- Elias Stein (1931 - 2018), wiskundige
- Jos Wijninckx (1931 - 2009), politicus
- Mariette Van Arkkels (1931) actrice
- Mart Gevers (1932 - 2000), actrice
- Jos Hoevenaars (1932 - 1995), wielrenner
- Lode Van Outrive (1932 - 2009), politicus en criminoloog
- Miel Verrijken (1932 - 2011), politicus
- Carla Walschap (1932), schrijfster
- Arnold Willems (1932 - 2022), acteur
- Hugo Danckaert (1933-2025), acteur
- Jos De Bremaeker (1933), politicus
- Fred Erdman (1933 - 2021), politicus
- Simon Kornblit (1933 - 2010), acteur[5]
- Ivo Bakelants (1934 - 2016), glazenier
- Arthur Boni (1934 - 2022), acteur
- Bob Cools (1934), politicus
- Lode Hancké (1934), politicus
- Marc Rich (1934 - 2013), ondernemer
- Frans Dubois, musicus
- Jan Ceuleers (1935 - 2020), journalist
- Gerda van Cleemput (1935 - 2022), schrijfster
- Chris Yperman (1935 - 2015), dichteres en (toneel)schrijfster
- Rik Andries (1936 - 2021), acteur
- Alex Cassiers (1936 - 2012), acteur

- Marcel Mattheessens (1936), componist, muziekpedagoog en dirigent
- Bob Van Staeyen (1936 - 2020), zanger en gitarist
- Wannes Van de Velde (1937 - 2008), muzikant, dichter en kunstenaar
- Aloïs De Backer (1937), politicus
- Jan Schrooten (1937 - 2020), dirigent en organist
- Fred Van Hove (1937 - 2022), jazzmuzikant
- Walter Zinzen (1937), journalist
- Hugo Dellas (1938 - 2021), zanger en acteur
- Ivo Pauwels (1938 - 2023), acteur
- Herman Selleslags (1938 - 2024), fotograaf
- Willy Steveniers (1938), basketbalspeler
- André Valardy (1938 - 2007), acteur, komiek en filmregisseur
- Tuur Van Wallendael (1938 - 2009), politicus
- Bernard Verheyden (1938 - 2018), acteur
- Charles De Backere (1939), atleet
- Hilde Uitterlinden (1939), actrice
- Harry Kümel (1940), regisseur
- Patrick Lebon (1940 - 2021), regisseur
- Roger Van Hool (1940 - 2023), acteur
- Tim Visterin (1940 - 2018), zanger, cabaretier, muziekuitgever
- Frank Aendenboom (1941 - 2018), acteur
- Ward Beysen (1941 - 2005), politicus
- Koen Calliauw (1942 - 2014), politicus
- Leona Detiège (1942), politica
- Guido Henderickx (1942 - 2024), filmregisseur
- Hugo Van Dienderen (1943), politicus
- Wim Verreycken (1943), politicus
- Eddy Brugman (1943), acteur
- Rudi Delhem (1944), acteur
- Staf Neel (1944 - 2012), politicus
- Suzette Verhoeven (1944 - 2016), politica
- Paul Buysse (1945 - 2023), ondernemer
- Ann Christy (1945 - 1984), zangeres
- Paul Jambers (1945), journalist
- Jos Van Immerseel (1945), klavecinist en dirigent
- Michel Bellen (1946 - 2020),  seriemoordenaar
- Guillaume Bijl (1946-2025), beeldhouwer en installatiekunstenaar
- Hubert Damen (1946), acteur
- Georges Pintens (1946), wielrenner
- Ron Van Riet (1946), stripauteur
- Lode Wyns (1946), atleet en moleculair bioloog
- Hugo Coveliers (1947), politicus
- Rik Pinxten (1947), hoogleraar en antropoloog
- Eddy Boutmans (1948), politicus
- Reinhilde Decleir (1948 - 2022), actrice en regisseuse
- Etienne De Groot (1948), politicus
- Alex Van Haecke (1948), auteur, acteur en regisseur
- Paul Wuyts (1948 - 2012), acteur
- Marcel Bartholomeeussen (1949), politicus
- Bob De Richter (1949 - 2015), politicus
- Claudine De Schepper (1949), politica
- Frank Hosteaux (1949), politicus
- Rikkert Van Dijck (1949), acteur en regisseur
- Marc Van Peel (1949), politicus
- Robert Voorhamme (1949), politicus
- Yolande Avontroodt (1950), politica
- Ronnie Commissaris (1950), acteur en regisseur
- Kris De Bruyne (1950 - 2021), zanger
- Liliane Dorekens (1950), actrice
- Fernand Huts (1950), politicus en ondernemer
- Walter Van de Velde (1950), acteur en regisseur
- Carl Verbraeken (1950), componist
- Familie Ovitz, familie van kleine mensen en entertainers

### 1951 - 1975
- Ruud De Ridder (1951), acteur en regisseur
- Frank Geudens (1951), politicus
- Herman Gilis (1951), acteur en regisseur
- Carl Huybrechts (1951), presentator
- Marc Schillemans (1951), acteur
- Jacques Vermeire (1951), acteur, zanger en presentator
- Hilde De Lobel (1952), politica
- Guy Lee Thys (1952), filmproducent, scenarist en regisseur
- Joke van Leeuwen (1952), auteur
- Christine Van Den Wyngaert (1952), jurist, hoogleraar en rechter
- Dirk Nuyts (1952 - 2024), politicus
- Jo Vermeulen (1953), politicus
- Ann Vinck (1953), Luxemburgs kunstenaar
- Luc Bungeneers (1954), politicus
- Paul De Knop (1954 - 2022), hoogleraar en universiteitsbestuurder
- Mieke Vogels (1954), politica
- Monique Donckers (1954), beeldhouwer en kunstschilder
- Chris Bus (1955), actrice
- Guido De Craene (1955), acteur, scenarist en regisseur
- Ronald Desruelles (1955 - 2015), atleet
- Marita de Sterck (1955), schrijfster
- Kathy Lindekens (1955), politica
- Bruno Valkeniers (1955), politicus
- Gene Bervoets (1956), acteur
- Monica De Coninck (1956), politica
- Patrick Janssens (1956), politicus
- Luk Lemmens (1956), politicus
- Paul Put (1956), voetbaltrainer
- Joris Van Dael (1956), acteur
- Dirk Van Duppen (1956 - 2020), politicus
- Maarten Van Severen (1956 - 2005), meubelontwerper
- Sofie Verbruggen (1956), zangeres
- Patrick Desruelles (1957), atleet
- Eric Kerremans (1957), acteur
- Walter Van Beirendonck (1957), modeontwerper
- Johan Van Brusselen (1957), politicus
- Gerolf Annemans (1958), politicus
- Stefan Blommaert (1958), journalist
- Ron Cornet (1958), acteur
- Jan Fabre (1958), multidisciplinair kunstenaar
- Tom Lanoye (1958), auteur
- Dries Van Noten (1958), modeontwerper
- Hilde Van Mieghem (1958), actrice, auteur en regisseur
- Bo Van Spilbeeck (1959), journalist
- Dirk Roofthooft (1959), acteur
- Eddy Snelders (1959), voetballer
- Michel Follet (1959), presentator
- Guy Cassiers (1960), regisseur
- Marijke Dillen (1960), politica
- Karin Jacobs (1960), actrice
- Philippe Muyters (1961), politicus en bestuurder
- Marleen Van Ouytsel (1961 - 2014), politica
- Christel Van Dyck (1961), radiopresentatrice
- Rita Bellens (1962), politica
- Wim Danckaert (1962), acteur
- Filip Dewinter (1962), politicus
- Marc Punt (1962), filmproducer, regisseur en scenarist
- Greet van Gool (1962), politica
- Annemarie Picard (1962), actrice
- Frank Hoelen (1963), acteur, musicalster, regisseur
- Rudi Smidts (1963), voetballer
- Herman Verbruggen (1963), acteur
- Mie Branders (1964), politica
- Antje De Boeck (1964), actrice
- Bart Moeyaert (1964), auteur
- Jan Penris (1964), politicus
- Ronny Huybrechts (1965), darter
- Christ'l Joris (1965), ondernemer en bestuurder
- Frank Vercruyssen (1965), acteur
- Jan Bijvoet (1966), acteur
- Marc De Hous (1966), tennistrainer

- Gert Lahousse (1966), acteur en regisseur
- Kathy Pauwels (1966), journaliste en presentatrice
- Ivan Pecnik (1966), acteur
- Ludo Van Campenhout (1966), politicus
- Jurgen Verstrepen (1966), politicus
- Maya Detiège (1967), politica
- Rudy Trouvé (1967), muzikant
- Geert Noels (1967), econoom
- Annemie Turtelboom (1967), politica
- Phil Wilde (1967), Belgisch muzikant en oprichter van 2 unlimited
- George Arrendell (1968), acteur
- Ann Ceurvels (1968), actrice
- Wim Helsen (1968), cabaretier, acteur en columnist
- Nahima Lanjri (1968), politica
- Daisy Van Cauwenbergh (1968), model en omroepster
- Gert Verhulst (1968), acteur, presentator, zanger en ondernemer
- Tom Waes (1968), acteur, presentator en regisseur
- Cathy Berx (1969), politica
- Sandra Joine (ca. 1969), model
- Donald Madder (1969 - 2001), acteur
- Bart Martens (1969), politicus
- Peter Mertens (1969), politicus
- Fauzaya Talhaoui (1969), politica
- Mark Tijsmans (1969), acteur, zanger, auteur
- Kathleen Van Brempt (1969), politica
- Erwin Van Pottelberge (1970), stripauteur en animator
- Els Callens (1970), tennisster
- Bart De Wever (1970), politicus
- Hans Herbots (1970), regisseur
- Tom Hautekiet (1970 - 2020), grafisch ontwerper en illustrator
- Johan Klaps (1970), politicus
- Peter Michel (1970), acteur
- Rob Verreycken (1970), politicus
- Sebastien Godefroid (1971), zeiler
- Nathan Kahan (1971), atleet
- Ronny Mosuse (1971), zanger, muzikant en muziekproducer
- Wouter Van Besien (1971), politicus
- Wim Wienen (1971), politicus
- Yasmine (1972 - 2009), zangeres en tv-presentatrice
- Tom Barman (1972), muzikant en filmregisseur
- Mimount Bousakla (1972), politicus
- Yasmine Kherbache (1972), politica
- Marie-Rose Morel (1972 - 2011), politica
- Tanja Smit (1972), politica
- Anke Van dermeersch (1972), politica, advocate en model
- Michaël Volkaerts (1972), auteur
- Mike Dierickx (1973), dj
- Alex Agnew (1973), cabaretier en stand-upcomedian
- Sandrine André (1973), actrice
- Jaela Cole (1973), actrice en auteur
- Liesbeth Homans (1973), politica
- Tania Kloek (1973), actrice
- Karina Mertens (1973), actrice
- Ergün Top (1973), politicus
- Britt Van Der Borght (1973), actrice en zangeres
- Philippe Clement (1974), voetballer
- Karen Damen (1974), zangeres en actrice
- Pedro Elias (1974), presentator, redacteur en schrijver
- Tom Pintens (1974 - 2023), zanger, gitarist en pianist
- Kim Van Oeteren (1974), regisseur
- Karim Bachar (1975), politicus
- R. Kan Albay (1975), regisseur en acteur
- Tom Naegels (1975), journalist en auteur
- Dave Sinardet (1975), politicoloog, auteur en columnist
- Annelies Van Herck (1975), presentatrice
- Ritchie Vermeire (1975), filmregisseur

### 1976 - 2000
- Meyrem Almaci (1976), politica
- Caroline Bastiaens (1976), politica
- Sidi Larbi Cherkaoui (1976), danser en choreograaf
- Freya Piryns (1976), politica
- Nicolas Karakatsanis (1977), cameraregisseur
- Veronique De Kock (1977), presentatrice en model
- Steven De Lelie (1977), acteur en regisseur
- Rik Röttger (1977), politicus
- Matthias Schoenaerts (1977), acteur
- Michael Vroemans (1977), acteur
- Tia Hellebaut (1978), atlete
- Charissa Parassiadis (1978), zangeres, rapster
- Annick De Ridder (1979), politica
- Chris De Witte (1978), voetballer
- Michael Van Peel (1978), stand-upcomedian
- Kevin Janssens (1979), acteur
- Lesley-Ann Poppe (1979), model en televisiepersoonlijkheid
- Greg Timmermans (1979), acteur
- Gert Winckelmans (1979), acteur en presentator
- Bert Dockx (1980), componist, zanger en gitarist
- Benny Claessens (1981), acteur
- Cara Van der Auwera (1981), actrice en presentatrice
- Nathalie Meskens (1982), actrice, presentatrice en zangeres
- Marie Vinck (1983), actrice
- Imade Annouri (1984), politicus
- Tom Goyvaerts (1984), atleet
- Patrick Janssen (1984), politicus
- Tatyana Beloy (1985), actrice en presentatrice
- Kim Huybrechts (1985), darter
- Ikrame Kastit (1985), politica
- Kalina Malehounova (1985), actrice
- Ides Meire (1985), acteur
- Jenna Vanlommel (1985), actrice
- Marieke Dilles (1986), actrice
- Mousa Dembélé (1987), voetballer
- Jo Hens (1988), acteur, zanger en presentator
- Ritchie De Laet (1988), voetballer
- Nabil Mallat (1988), acteur
- Radja Nainggolan (1988), voetballer
- Stijn Steyaert (1988), acteur en scenarist
- Anne-Catherine Gerets (1989), interieurstyliste, auteur en tv-presentatrice
- Jamal Ben Saddik (1990), kickbokser
- Amelie Lens (1990), DJ
- Kamal Kharmach (1991), stand-upcomedian, presentator en docent bedrijfseconomie
- Joy Anna Thielemans (1992), actrice en presentatrice
- Ella-June Henrard (1993), actrice
- Romelu Lukaku (1993), voetballer
- Nora Gharib (1993), zangeres
- Coely (1994), zangeres/rapster
- Dimitri Van den Bergh (1994), darter
- Tortol Lumanza Lembi (1994), voetballer
- Charni Ekangamene (1994), voetballer
- Jordan Lukaku (1994), voetballer
- Viktor Verhulst (1994), presentator
- Annelies Törös (1995), model, mannequin
- Lucas Van Vlierberghe (1995), componist
- Prince K. Appiah (1996), acteur en muziekartiest
- Ian Thomas (1997), zanger
- Paulien Couckuyt (1997), atlete
- Senna Miangue (1997), voetballer
- Julien Ngoy (1997), voetballer
- Maksim Stojanac (1997), acteur en zanger
- Soufiane Eddyani (1998), rapper
- Jérémie Makiese (2000), zanger en voetballer

## 21e eeuw

### 2001 - heden
- Tijl De Decker (2001-2023), wielrenner
- Jérémy Doku (2002), voetballer
- Matheu Hinzen (2006), Nederlands zanger en acteur

Brussel:
Anderlecht
Brussels Hoofdstedelijk Gewest · 
Etterbeek · 
Ukkel

Vlaanderen:
Aalst · 
Antwerpen · 
Brugge ·
Geel · 
Genk · 
Gent · 
Hasselt ·  
Ieper · 
Kortrijk · 
Leuven · 
Lichtervelde · 
Lier · 
Lokeren · 
Mechelen · 
Oostende · 
Oudenaarde · 
Poperinge · 
Roeselare ·
Sint-Niklaas ·  
Sint-Truiden · 
Tienen · 
Tongeren · 
Turnhout · 
Vilvoorde

Wallonië: 
Aarlen · 
Charleroi ·  
Doornik ·  
Luik · 
Moeskroen ·  
Namen · 
Verviers · 
Waver